# Gaussiske korrelationsulighed
Den Gaussiske korrelationsulighed, tidligere kendt som den Gaussiske korrelationsformodning er en matematisk sætning inden for matematisk statistik og konveks geometri. Et specialtilfælde af uligheden blev udgivet som en sætning i en videnskabelig artikel fra 1955, og en mere generel formulering blev udgivet i 1972, ligeledes som en matematisk sætning.
Sætningen blev ikke bevist før 2014, hvor den tyske statistiker Thomas Royen beviste den med temmelig simple værktøjer. Beviset blev dog ikke almindeligt kendt, da Royen var en relativt ukendt videnskabsmand, der havde valgt at udgive beviset i et mindre matematik-tidsskrift, efter at større og mere kendte tidsskrifter havde afvist at udgive hans artikel. En anden årsag var de adskillige mislykkede forsøg på at bevise den.
Sætningen og dens løsning blev offentlig kendt i 2017, da mainstreammedier bragte nyheden om Royens bevis.

## Sætningen
Lad {\displaystyle \mu _{n}} være det almindelige n-dimensionelle gaussiske mål på {\displaystyle \mathbb {R} ^{n}}. Da vil for alle konvekse mængder {\displaystyle E,F\subset \mathbb {R} ^{n}} som er symmetriske omkring origo,
{\displaystyle \mu _{n}(E\cap F)\geq \mu _{n}(E)\cdot \mu _{n}(F).}
Royens bevis for sætningen generaliserede den, og demonstrerede det samme udsagn for gammafordelingen.
Som et simpelt eksempel kan man tænke på normalfordelte dartpile i ét plan. Hvis man betragter en ellipse og et rektangel, der begge er centreret i midten, da vil andelen af dartpile, der rammer det område, hvor de to figurer overlapper, ikke være mindre end produktet af andelene af dartpile, som lander i hver figur.